# ダグラス郡 (ジョージア州)
ダグラス郡（英: Douglas County）は、アメリカ合衆国ジョージア州にある郡である。人口は14万4237人（2020年）。郡庁所在地はダグラスビルであり、同郡で人口最大の都市である。
郡はアトランタ都市圏（正確にはアトランタ・サンディスプリングス・マリエッタ大都市統計地域）に属している。

## 歴史
ダグラス郡は南北戦争の後のレコンストラクション時代である1870年に設立された。郡名は当初、南北戦争期の奴隷制度廃止運動家フレデリック・ダグラスに因み、レコンストラクション議会が名付けていた。しかし、レコンストラクションが終わると、綴りの最後にある"ss"が1つの"s"になり、スティーブン・ダグラスに因むことに修正された。スティーブン・ダグラスはイリノイ州選出アメリカ合衆国上院議員であり、1860年アメリカ合衆国大統領選挙ではエイブラハム・リンカーンと競った民主党候補者となった。ダグラス郡にある歴史標識には次のように書かれている。
1870年10月17日のダグラス郡を創設する法は同年11月第1月曜日に、郡民が初代の役人を選び、郡庁舎の場所を投票で選ぶことも規定していた。この投票では、郡の中心に近い場所を選んだ者もいたが、多くは幾つか異なる名前の場所を選んだ。有権者の多数がスキンドチェスナットを意図して投票したと考えられたので、郡庁舎委員会はその場所を郡庁所在地として選び、区画を売り、郡庁舎を建設した。
しかし、一群の市民が委員会に対して訴訟を起こした。この訴訟はジョージア州最高裁判所まで持ち込まれ、委員会の敗訴となった。しかし、ダグラス郡を通るジョージア・ウェスタン鉄道の経路が決定されるまで、行動を起こさないことで両者が合意した。事態を打開するために、州議会は1784年4月7日に投票を行うことを指示する法を同年2月28日に成立させ、郡庁所在地をそれで決めるが、ジョージア・ウェスタン鉄道の側にあることと定めた。この投票で有権者はダグラスビル（元のスキンドチェスナット）を郡庁所在地に選定した。1875年2月25日、州議会はダグラスビルを法人化した。

## 地理
アメリカ合衆国国勢調査局に拠れば、郡域全面積は200平方マイル (518 km2)であり、このうち陸地199平方マイル (515 km2)、水域は1平方マイル (3 km2)で水域率は0.48%である。

### 地形
- チャタフーチー川が郡の東と南東の郡境を形成している
- スウィートウォーター・クリークが郡東部のリチアスプリングス地域を流れる。リチアスプリングスのアメリカ地質調査所水流ゲージは、アメリカ国立気象局からオーステルの近くと認識されているが、オーステル市は遠くコブ郡にあり、ダグラス郡には無い
- ジョージ・スパークス貯水池がスウィートウォーター・クリーク州立公園にある
- ドッグ川は郡西部にある小さくクリークのような川であり、南から東に流れ、郡南端のドッグ川貯水池に入っている
- ドッグ川貯水池が郡の上水水源であり、住民のための民間湖でもある。

これら水源の全てが2009年のアトランタ洪水で溢れた。
ダグラス郡の標高は、チャタフーチー川沿いの740フィート(230 m) から、1,340フィート (410 m) まで変化している。最高地点の1つはダグラスビル市内にある。ビラリカとウィンストンの間、ダグラスビルの西でバンクヘッド・ハイウェイ沿いのアンディ山が最高地点である。他にも標高1,257フィート (383 m) のシーダー山と、同1,180フィート (360 m) のパイン山がある。
ダグラス郡は州内ピードモント台地に位置し、またアパラチア山脈の裾にも近いので、標高が変化する丘陵地帯である。特に高い山は無く、尾根と丘陵、谷が連なっている。

## 気候と気象
ケッペンの気候区分では温暖湿潤気候に属している。アメリカ合衆国南部の標準通り、暑く湿度の高い夏と、温暖だが時として寒くなる冬がある。四季ははっきりしている。7月の平均気温は90°F (32 ℃) である。通常の夏であれば、90°Fを超えることが普通である。冬は寒くて風が強く、日が照る日もあれば雪の日もある。1月の平均気温は28°F (-2 ℃) であり、1日中氷点下に留まることもある。氷点下は通常夜間に起こる。春と秋は温暖で失語も低い。
| ダグラスビル気象観測所の気候 | ダグラスビル気象観測所の気候 | ダグラスビル気象観測所の気候 | ダグラスビル気象観測所の気候 | ダグラスビル気象観測所の気候 | ダグラスビル気象観測所の気候 | ダグラスビル気象観測所の気候 | ダグラスビル気象観測所の気候 | ダグラスビル気象観測所の気候 | ダグラスビル気象観測所の気候 | ダグラスビル気象観測所の気候 | ダグラスビル気象観測所の気候 | ダグラスビル気象観測所の気候 | ダグラスビル気象観測所の気候 |
| 月                           | 1月                          | 2月                          | 3月                          | 4月                          | 5月                          | 6月                          | 7月                          | 8月                          | 9月                          | 10月                         | 11月                         | 12月                         | 年                           |
| ---------------------------- | ---------------------------- | ---------------------------- | ---------------------------- | ---------------------------- | ---------------------------- | ---------------------------- | ---------------------------- | ---------------------------- | ---------------------------- | ---------------------------- | ---------------------------- | ---------------------------- | ---------------------------- |
| 最高気温記録 °C （°F）       | 80 (27)                      | 80 (27)                      | 89 (32)                      | 93 (34)                      | 96 (36)                      | 101 (38)                     | 104 (40)                     | 104 (40)                     | 99 (37)                      | 92 (33)                      | 86 (30)                      | 80 (27)                      | 104 (40)                     |
| 平均最高気温 °C （°F）       | 50 (10)                      | 55 (13)                      | 64 (18)                      | 72 (22)                      | 79 (26)                      | 86 (30)                      | 89 (32)                      | 88 (31)                      | 83 (28)                      | 73 (23)                      | 63 (17)                      | 54 (12)                      | 71.3 (21.8)                  |
| 平均最低気温 °C （°F）       | 28 (−2)                      | 31 (−1)                      | 38 (3)                       | 45 (7)                       | 54 (12)                      | 62 (17)                      | 66 (19)                      | 65 (18)                      | 59 (15)                      | 46 (8)                       | 38 (3)                       | 31 (−1)                      | 46.9 (8.2)                   |
| 出典：The Weather Channel    |                              |                              |                              |                              |                              |                              |                              |                              |                              |                              |                              |                              |                              |

近年は多くの自然災害を経験してきた。アメリカ合衆国南東部に位置し、ディキシー・アレーにあるので、強風や竜巻が多い。
2008年3月7日にダグラスビル市で竜巻が起こり、多くの家屋に損傷を与え、チャペルヒル道路沿いブルックモント地区では1軒の家屋を半壊させた。アーバー・プレース・モールもこの強風で窓ガラスが壊れた。この竜巻はチャペルヒルのクローガーの店舗にも損傷を与え、重い空調機器を下の自動車に直撃させた。負傷者が1人いたと報告されている。
2008年5月11日にも別の竜巻が発生した。「母の日竜巻」と呼ばれ、改良藤田スケールEF2のこの竜巻は全郡で被害を出させた。フェアプレイ地域に始まり、郡内を移動した。瞬間風速は110マイル/時 (180 km/h) に達し、多くの木を倒し、多くの家屋に損傷を与えた。ダグラスビル市のガソリンスタンドが破壊され、大きな屋根が通りに落ちた。負傷者や死者は報告されていない。同ね5月12日、ジョージア州知事はダグラス郡など多くの郡に非常事態を宣言した。同じ年に2つの竜巻がダグラス郡を襲ったのは史上初のことだった。
年間を通じて多くのアイス・ストームも経験してきた。このアイス・ストームには対処する設備が無いために、全てが滞り、停電が起きる。最悪のものは1938年、1994年、1998年、2000年、2005年、2010年に起こった。
2007年には史上最悪クラスの干ばつが起き、水撒きが規制され、市場最大級の山火事も起きた。この火事は州南東部だったが、その煙が郡内にも影響した。
2005年のハリケーン・カトリーナはその名残が郡内を通って竜巻を生み、窓を壊し、大雨を降らせた。州内では2人の死者を出した。
数十年来のホワイトクリスマスになった後の2011年1月9日日曜日の夜、吹雪が郡内で吹き荒れ、8インチ (20 cm) の積雪があった。グロサリーストア、郡庁舎、アーバー・プレース・モールを1月12日水曜日まで閉鎖させた。学校は1月第2週の間閉鎖された。
1993年3月の世紀の嵐では、ダグラスビルで17インチ (432 mm) の雨を降らせ、多い所では水が数フィートも溜まった。
2009年9月21日、市場最大級の洪水に見舞われた。一晩に18インチ (457 mm) 以上の降雨があり、多くの道路が破壊され、多くの家屋が全壊した。後に災害地域に指定され、ジョージア州知事は非常事態を宣言した。被害の酷かった地域はダグラスビル、ビラリカ、オーステル、リチアスプリングス、チャペルヒルだった。8人以上が死亡し、その多くはダグラスビル地域だった。オーステルの死者も多かったが、それはコブ郡の記録に含まれた。

### 主要高規格道路

#### 州間高速道路
- 州間高速道路20号線

#### アメリカ国道
- アメリカ国道78号線
- アメリカ国道278号線

#### ジョージア州道
- ジョージア州道5号線
- ジョージア州道6号線
- ジョージア州道8号線
- ジョージア州道8号線接続路
- ジョージア州道61号線
- ジョージア州道70号線
- ジョージア州道92号線
- ジョージア州道154号線
- ジョージア州道166号線
- ジョージア州道402号線

## 人口動態
以下は2010年国勢調査による人口統計データである。
| 基礎データ - 人口: 132,804人 - 世帯数: 42,423 世帯 - 家族数: 24,911 家族 - 人口密度: 256人/km2（662人/mi2） - 住居数: 51,672軒 - 住居密度: 100軒/km2（258軒/mi2） 人種別人口構成 - 白人: 52.5% - アフリカン・アメリカン: 39.5% - ネイティブ・アメリカン: 0.3% - アジア人: 1.4% - 混血: 2.4% - ヒスパニック・ラテン系: 8.4% 年齢別人口構成 - 18歳未満: 27.6% - 18-24歳: 8.9% - 25-44歳: 33.5% - 45-64歳: 22.4% - 65歳以上: 7.5% - 年齢の中央値: 34歳 - 性比（女性100人あたり男性の人口） - 総人口: 96.5 - 18歳以上: 93.8 | 世帯と家族（対世帯数） - 18歳未満の子供がいる: 38.6% - 結婚・同居している夫婦: 58.9% - 未婚・離婚・死別女性が世帯主: 12.7% - 非家族世帯: 24.1% - 単身世帯: 18.4% - 65歳以上の老人1人暮らし: 4.4% - 平均構成人数 - 世帯: 2.78人 - 家族: 3.17人 収入と家計 - 収入の中央値 - 世帯: 51,798米ドル - 家族: 54,082米ドル - 性別 - 男性: 38,204米ドル - 女性: 28,475米ドル - 人口1人あたり収入: 21,172米ドル - 貧困線以下 - 対人口: 7.8% - 対家族数: 5.7% - 18歳未満: 9.9% - 65歳以上: 7.5% |

## 経済
ダグラス郡の一人当たり収入の推移
| 年   | 収入    | 増加率   |
| ---- | ------- | -------- |
| 1994 | $19,189 | -        |
| 1995 | $20,320 | 5.894%   |
| 1997 | $22,386 | 10.17%   |
| 1998 | $23,201 | 3.641%   |
| 1999 | $24,457 | 5.414%   |
| 2000 | $26,272 | 7.421%   |
| 2001 | $26,455 | 0.6966%  |
| 2002 | $26,191 | -0.9979% |
| 2003 | $26,048 | -0.546%  |
| 2004 | $26,687 | 2.453%   |

## 公園とレクリエーション
- スウィートウォーター・クリーク州立公園、南北戦争時代にウィリアム・シャーマン将軍の海への進軍によって破壊された工場の廃墟がある
- ハンター公園、ダグラスビル市内、郡内のスポーツ行事の多くが開催される。ダグラス郡ボーイズ・アンド・ガールズ・クラブの本拠地
- ディア・リック公園、郡北東隅にあり、広さでは郡内3番目の公園、スポーツ行事が行われる
- ウッドロウ・ウィルソン公園とリチアスプリングス・ガールズボール・フィールド、リチアスプリングスのスウィートウォーター・クリーク沿い、豪雨があると野球場が水浸しになることがある
- バウンダリー・ウォーターズ・アクアティックセンター、2005年7月開設、ダグラス郡の水泳チームであるスティングレーズの本拠地、水中両用や水泳教室を低料金で行う、郡外の住人もやや高い料金で利用できる

## 郡政府
郡政府の事務所の大半は、ダグラスビル中心街の南約1マイル (1.6 km) のダグラス郡庁舎複合施設に入っている。例外はダグラス郡教育委員会とダグラス郡商工会議所であり、教育委員会はハンター公園に隣接するダグラスビル市の外、商工会議所はダグラスビル市中心街にある。
郡庁舎は1997年から1998年に掛けて建設され、1998年にオープンした。これは郡のサービスが増え、変化する郡に対応するために新しい郡庁舎が必要とされたためだった。新庁舎開設前のサービスはダグラスビル中心街の7、8か所に散らばった事務所から行われていた。旧郡庁舎は1956年に建設され、現在は博物館と西ジョージア大学のサテライト教室に使われている。
ダグラス郡は郡政委員会とその議長によって統治されている。議長以外の4人の委員は小選挙区から選出されている。

### 警察
ダグラス郡の警察業務はダグラス郡保安官事務所が担当している。ダグラスビル市内ではダグラスビル警察署が管轄している。

## 教育
ダグラス郡の公共教育はダグラス郡教育システムが管轄しており、州内第17位の規模の教育学区である。ダグラスビル市を本拠とし、小学校19校、中学校7校、高校5校を運営している。クロスローズ夜間学校、能力学習センターや私立学校もある。
郡内には西ジョージア工科カレッジ（元西中部工科カレッジ）のキャンパスがあり、その主キャンパスは州内のウェーコにある。工学分野での高等教育に対応し、成人教育やGeneral Educational Development一般教育開発教室もある。またタナー工業大学、ストレイヤー大学、ジョージア・ハイランズ・カレッジも郡内にある。マーサー大学は働く成人の需要に合わせた教育を行う場所も持っている。

## メディア
郡内で発行されている新聞は「ダグラス・カウンティ・センティネル」であり、月曜以外の毎日発行され、日曜版の発行部数が最大である。1902年の発刊である。
水曜日に発行される「ダグラス・ニーバー」は「マリエッタ・デイリー・ジャーナル」の発行人が経営している。この新聞は広告で収入を賄い、無料で配布されている。
月刊誌では「チャペルヒル・ニューズ・アンド・ビューズ」がある。ビラリカからリチアスプリングスまで39,000の家庭や企業に配布されている。地元のイエローページも入っている。この会社のウェブサイトには幅広い地元の情報が掲載されている。
オンラインメディアでは2009年に始められた「ホームルール・ニューズ」がある。ダグラス郡とアトランタ大都市圏西部を対象にしている。2010年に開設された「ダグラスビル・パッチ」は、郡全体のニュースと犯罪をカバーしている。
「アトランタ・ジャーナル・コンスティチューション」紙も郡内で購読でき、週7日発行され、日曜版が最大部数である。
ダグラス郡はアトランタテレビ市場に入っているが、ケーブルテレビで小さな情報チャンネルも流されている。

## 医療
郡内にはウェルスター・ダグラス病院がある。